# غلامحسین بهمنیار
غلامحسین بهمنیار (زادهٔ ۱۳۰۶ – درگذشتهٔ ۲۵ آذر ۱۳۷۸) هنرپیشه سینما، تلویزیون و تئاتر اهل ایران بود.

## زندگی‌نامه
غلامحسین بهمنیار در سال ۱۳۰۶ در تهران زاده شد. او سال‌ها به عنوان کارمند امور اجتماعی سازمان برنامه و بودجه در این اداره مشغول خدمت بود و سپس ریاست دفتر سازمان برق و سرپرستی امور هنری فرهنگ استان تهران را عهده‌دار شد. در بسیاری از نمایش‌های رادیویی شرکت کرد و سال‌ها در تیپ‌های گوناگونی مثل «آقای شنوا» بازی کرد. بازی در تئاتر را از سال ۱۳۲۲ در تئاتر نصر با نمایش عشق پیری آغاز کرد. در ۱۳۳۰ برای نخستین بار در فیلم یک نگاه (هایک کاراکاش) ظاهر شد و تا زمان مرگش بیش از شصت فیلم بازی داشت. او بازی در مجموعه‌های تلویزیونی را پیش از انقلاب آغاز کرد. برخی از فیلم‌هایش عبارتند از: ولگرد، قاصد بهشت، داماد میلیونر، صد کیلو داماد، هاشم خان، یک قدم تا بهشت، خانه‌به‌دوش و هفت دخترون و شراره. بهمنیار به رغم بیماری اش همچنان در رادیو فعال بود و صدای او در داستان‌های «راه شب» «سلام کوچولو» و نیز در بسیاری از کارتون‌های تلویزیونی شنیده می‌شد. وی ۲۵ آذر سال ۱۳۷۸ به دلیل بیماری قلبی و آلزایمر در تهران در گذشت.

## فعالیت‌ها
- فعالیت در تئاتر از: ۱۳۳۲ با «عشق پیری»
- فعالیت در سینما از: ۱۳۳۱ با «ولگرد»
- فعالیت در تلویزیون از: ۱۳۵۲ با مجموعه «خانه‌به‌دوش (مراد برقی)»
- فعالیت در رادیو از: ۱۳۳۸، بازیگر نمایش‌ها و برنامه‌های صبح جمعه

## آثار

### نمایش‌ها
عشق پیری، بدگمان، پاکباخته، دادنزن بیدار میشه، در راه شیطان، علی بابا در تگراس، قهوه‌خانه ماه اوت، مرحوم آقا، مرگ موش یا نوش جان آقا، مسافری از آن دنیا

### سینمایی
- کلاغ (۱۳۶۸)
- روزهای بی‌خبری (۱۳۵۶)
- ماشین مشتی ممدلی (۱۳۵۳)
- مراد برقی و هفت دخترون (۱۳۵۳)
- آقا مهدی کله‌پز (۱۳۵۲)
- جنگجویان کوچولو (۱۳۵۲)
- در آخرین لحظه (۱۳۵۲)
- عروس و مادر شوهر (۱۳۵۲)
- هلوی پوست کنده (۱۳۵۲)
- رسوای عشق (۱۳۵۰)
- شراره (۱۳۵۰)
- تاکسی عشق (۱۳۴۹)
- جنجال عروسی (۱۳۴۹)
- خشم عقاب‌ها (۱۳۴۹)
- سکه شانس (۱۳۴۹)
- کمربند زرین (۱۳۴۹)
- مرید حق (۱۳۴۹)
- سوگند سکوت (۱۳۴۸)
- عشق‌آفرین (۱۳۴۸)
- قلب‌های طلایی (۱۳۴۸)
- ازدواج ایرانی (۱۳۴۷)
- دختر عشوه‌گر (۱۳۴۷)
- سر سخت (۱۳۴۷)
- سلطان قلبها (۱۳۴۷)
- شکار شوهر (۱۳۴۷)
- ماجرای شب ژانویه (۱۳۴۷)
- دنیای قهرمانان (۱۳۴۶)
- عمو سبزی فروش (۱۳۴۶)
- مردی از اصفهان (۱۳۴۶)
- نیم وجبی (۱۳۴۶)
- هفت شهر عشق (۱۳۴۶)
- حاتم طائی (۱۳۴۵)
- حسین کرد (۱۳۴۵)
- گنجینه سلیمان (۱۳۴۵)
- مرد نامرئی (۱۳۴۵)
- هاشم‌خان (۱۳۴۵)
- یک قدم تا بهشت (۱۳۴۵)
- دزد بانک (۱۳۴۴)
- زمزمه محبت (۱۳۴۴)
- وسوسه (۱۳۴۳)
- آقای هفت رنگ (۱۳۴۲)
- اشک‌ها و خنده‌ها (۱۳۴۲)
- دوستت دارم (۱۳۴۲)
- مسافری از بهشت (۱۳۴۲)
- خداداد (۱۳۴۱)
- آتشپاره تهران (۱۳۴۰)
- دختر همسایه (۱۳۴۰)
- صد کیلو داماد (۱۳۴۰)
- گرگ صحرا (۱۳۴۰)
- مرغابی سرخ‌کرده (۱۳۴۰)
- چک یک میلیون تومانی (۱۳۳۸)
- داماد میلیونر (۱۳۳۸)
- قاصد بهشت (۱۳۳۷)
- گوهر شبچراغ(۱۳۴۶)

### تلویزیونی
- مدرسه مادربزرگ‌ها (۱۳۷۵)
- شمایل[۱] (۱۳۷۵)
- فروشگاه (۱۳۷۵–۱۳۷۴)
- آتیه (۱۳۷۴)
- شاخه طوبی (۱۳۷۳–۱۳۶۷)
- بازنشستگی (۱۳۷۱)
- بخش چهار جراحی (۱۳۶۷)
- گرگ‌ها (۱۳۶۶–۱۳۶۵)
- آدم و حوا (۱۳۵۳)
- خانه‌به‌دوش (مراد برقی) (۱۳۵۲)